# Любківці
Лю́бківці — село Заболотівської селищної громади Коломийського району Івано-Франківської області. До 2020 року входила до Снятинського району.

## Історія
Згадується 1 січня 1450 року в книгах галицького суду як Люпківці (Lupcowcze).
Станіслав Гербурт у 1557 році отримав право викупу з рук посідача села Любківці Снятинського повіту Галицької землі Руського воєводства.

## Населення

### Мова
Розподіл населення за рідною мовою за даними перепису 2001 року:
| Мова       | Кількість | Відсоток |
| ---------- | --------- | -------- |
| українська | 688       | 99.71%   |
| російська  | 2         | 0.29%    |
| Усього     | 690       | 100%     |

## Відомі люди

### Народилися
- Федір Дицько «Циган» — старший булавний УПА, командир сотні «Чорногора».
- о. Петро Мельничук — український греко-католицький священик, громадський діяч.[4]
- Юрійчук Микола Іванович (14.04.1930 — 23.10.2014, м. Чернівці) — український літературознавець, педагог, кандидат філологічних наук, доцент. Працював на кафедрі української літератури Чернівецького університету.
- Борчук Степан Миколайович (29.10.1966 р.н) - український історик, д.і.н, професор